# Richard Justin
Richard Justin Lado est un footballeur soudanais puis sud-soudanais né le 5 octobre 1979 à Khartoum. Il joue au poste de milieu défensif
Il a participé à la Coupe d'Afrique des nations 2008 avec l'équipe du Soudan.
Il a été finaliste de la Ligue des Champions arabes en 2004 avec l'Ismaily Sporting Club.

## Carrière
- 2002-2003 : Al Hilal Khartoum ( Soudan)
- 2003-2004 : Ismaily SC ( Égypte)
- 2004-2005 : Al Hilal Khartoum ( Soudan)
- 2005-2006 : Dibba Al-Hisn SC ( Émirats arabes unis)
- 2006-2008 : Al Hilal Khartoum ( Soudan)
- 2008-2009 : Mascate Club ( Oman)
- 2009-2010 : Al Hilal Khartoum ( Soudan)
- 2010- : Khartoum 3 ( Soudan)

## Palmarès
- Champion du Soudan en 2003, 2005 et 2007 avec Al Hilal Omdurman
- Finaliste de la Ligue des Champions arabes en 2004 avec l'Ismaily Sporting Club